# Alan Ibarra (cantante)
Erick Ibarra Miramontes (Ciudad de México, 28 de junio de 1972), conocido con el nombre artístico de Alan y/o Alan Ibarra, es un cantante, compositor y actor mexicano. Es conocido principalmente por ser uno de los integrantes y líder vocal de la boy band mexicana Magneto.
Como actor debutó en el film Cambiando el destino y ha participado en varias novelas del canal mexicano Televisa entre ellas Rayito de Luz y Velo de novia.

## Reseña biográfica y artística

### El inicio artístico
Erick Ibarra Miramontes nació el 28 de junio de 1972 en la Ciudad de México, México. Comenzó su carrera artística tempranamente a la edad de 10 años, como participante del programa televisivo  Juguemos a cantar (1983), participando del disco Segundo Festival Juguemos A Cantar  donde interpretó el tema Ha salido el sol.

### La etapa con Magneto
En el año 1989 ingresó como integrante de la banda mexicana Magneto cuando esta firmó contrato con la disquera CBS. La boy band se preparaba para grabar su cuarta producción musical: 40 grados. Dos de sus integrantes dejaron la banda y es cuando se produce el ingreso de Charlie y Alan Ibarra. Recientemente Elías Cervantes, integrante de la formación original de 1983, cuenta una curiosa anécdota donde afirma que el ingreso de Alan al grupo fue impuesto como parte de las negociaciones con la nueva disquera.
En el año 1990 Magneto publicó su quinta placa discográfica: Vuela, Vuela. Con este trabajo discográfico, que tiene al menos 28 versiones entre los formatos LP, LP Picture Special Edition (vinilo impreso con imagen), CD y casete distribuidas en México, Costa Rica, Colombia, Venezuela, Ecuador, Perú, Bolivia, Chile, Argentina, Estados Unidos y España, Alan y sus compañeros son reconocidos internacionalmente. Alan es la voz principal en 3 de los 7 cortes promocionales del disco: La puerta del colegio, Para siempre y Vuela, Vuela. Esta última canción es una adaptación al español del éxito francés Voyage, voyage un hit que hiciera famosa la cantante pop Desireless en el año 1986. La canción original es autoría de Dominique Albert Jacques Dubois y Jean-Michel Rivat y fue adaptada al español por Mikel Herzog. Aunque esta canción tuvo la oposición del grupo, finalmente Alan se ofreció a poner la voz.
Este disco les posibilitó su participación el 12 de febrero de 1992, en el XXXIII Festival Internacional de la Canción de Viña del Mar.

### El debut cinematográfico y la etapa final con Magneto
En el año 1992 Alan y sus compañeros de grupo debutan como actores con el film Cambiando el destino. Escrita y dirigida por Gilberto de Anda, producida por Gabriela Aragón y protagonizada por Elías Cervantes, Mauri (Marcos Stern Chernovetzky), Álex (Hugo de la Barreda) y Alan. Esta cinta de 90 m. fue producida por Televicine S.A. de C.V.
Junto con la publicación del disco Siempre, disco compilatorio de la banda mexicana publicado el 16 de enero de 1996, la banda se embarcó en una gira despedida ya que sus integrantes desean llevar adelante proyectos solistas. Al disolverse el grupo, Alan ya tenía firmado un contrato con Sony Music para lanzar un disco en solitario, que sería publicado 3 años después.

### La carrera solista y la etapa actoral
El primer disco de Alan Ibarra fue lanzado al mercado por Sony Music Entertainment México, S.A. De C.V.  el 28 de septiembre de 1999 con el título de Alan Azul. Fue producido por KC Porter, responsable de producciones para artistas como  Ana Gabriel, Daniela Romo, Ednita Nazario, Selena, Ricky Martin y Santana. De este disco se desprendieron 5 sencillos promocionales: El aire que me das, Volveré, volverás, Como un violín, Lluvia y Si pudieras volar. Por este disco recibió el premio ERES por Mejor lanzamiento del año.
Entre los años 2000 y 2001 participa en la producción de Televisa S.A. de C.V, la novela mexicana Rayito de luz, en donde interpreta a Abel Ventura, un músico con vocación de sacerdote el cual va huyendo de la ciudad a causa de una desilusión amorosa, con la esperanza de encontrar paz en su interior y dedicar su vida a dios. Ahí encuentra a un recién nacido que es abandonado en el convento al cual ponen por nombre Juan de Luz pero es llamado Rayito de Luz. 
Alan comentó que su aparición en el disco Alan Azul con una prenda azul que lo hacía asemejar a un sacerdote, fue fundamental para que los productores de la novela lo eligieran para el papel del joven seminarista. Además de su participación con el protagónico, Alan participó en la banda de sonido de la novela, publicado por Fonovisa, siendo la voz en 8 de las 13 canciones que componen el disco, incluyendo Amor De Luz, de su disco debut.
En el año 2001 Se reúne con sus excompañeros de Magneto para formar XMagneto y lanzan el sencillo Una y Otra Vez. Debido a cuestiones legales relacionadas con los derechos del nombre, registrados por su ex mánager Toño Berumen, la agrupación se presentó como XMagneto durante ese año. Lanzaron un álbum homónimo y realizaron una gira de reencuentro. El último concierto de XMagneto se llevó a cabo el 8 de septiembre de 2001.
En este mismo año de su regreso con Magneto, publicó su segundo disco solista Mi realidad a través de Epic Records. Las canciones fueron producidas por Loris Ceroni y grabadas en Le Dune Studio, Italia. El disco cuenta con 14 canciones, en donde Alan participó como autor en diez de ellas. De esta producción se destacaron como sencillos promocionales Prendiendo Fuego y ¿cual es el camino?.
En 2002 participó como uno de los doce integrantes del reality show Big Brother VIP. Y en 2003 participó en la novela  Velo de novia donde interpretó al personaje Isaac Carvajal.
Durante 2003/2004 participó en un episodio de CLAP, El Lugar de tus Sueños. Ese mismo año, 2004, aparece en 2 episodios de Hospital El Paisa, donde interpretó al doctor Vasconcelos. En 2005 participó en la telenovela mexicana El amor no tiene precio, producida por Alfredo Schwarz para Televisa y Univision, en coproducción con Fonovideo. En ella interpretó a Víctor Manuel Prado.
En el año 2006 participó en la tercera edición del reality show Cantando por un sueño que se transmitió a partir de 2006, por el canal Las Estrellas de Televisa y que tenía un formato parecido al de Bailando por un sueño. Durante este certamen Alan junto a Lorena, la participante, lograron el segundo lugar. Como una especie de spin off del programa, luego Alan participó del reality Reyes de la Canción, programa que juntó a las mejores voces de las tres etapas de Cantando por un sueño. Clasificaron los tres primeros lugares de las tres temporadas y el cuarto lugar de la Temporada 3. Aquí las parejas se separaron y lucharon cada uno por su permanencia. El programa inició el 29 de mayo de 2006 y duró 5 semanas. En este certamen, Alan quedó en sexto lugar.
Entre 2009 y 2010 participó de la novela Alma Indomable, en donde interpretó el papel de Alberto 'Beto' Ocampo.

### Regreso con Magneto
Alan se reunió con los miembros originales de Magneto para celebrar los 25 años de la formación del grupo. Esta gira incluyó presentaciones en diversas ciudades, reviviendo éxitos que marcaron su carrera en la gira de reencuentro Para Siempre. La alineación incluyó a los miembros más reconocidos: Elías Cervantes, Mauri Stern, Hugo de la Barreda (Álex), Alan Ibarra y Tono Beltranena. 
La gira comenzó en octubre de 2009, con su primer concierto el viernes 9 de octubre en el Auditorio Nacional de la Ciudad de México. Durante las presentaciones, Magneto interpretó sus éxitos más emblemáticos, como "Vuela, vuela", "Para siempre" y "La puerta del colegio". Además, ofrecieron versiones renovadas de algunas canciones, incluyendo una nueva versión del tema "Para siempre", que comenzó a sonar en las estaciones de radio poco antes del inicio de la gira. Elías Cervantes destacó que la gira no buscaba competir con artistas contemporáneos ni generar grandes ingresos, sino ofrecer una experiencia nostálgica y accesible para sus seguidores. Los boletos se mantuvieron a precios razonables para permitir que más personas pudieran asistir a los conciertos. Aunque no se planificó el lanzamiento de un álbum con material inédito, se consideró la producción de un DVD o disco que registrara los conciertos realizados en México y posiblemente a nivel internacional. La relación con su antiguo representante, Toño Berumen, fue cordial, y no enfrentaron problemas para utilizar el nombre "Magneto" durante esta gira.
En 2016 participó en la gira Juntos por Ti  en donde Magneto se unió a Mercurio en una serie de conciertos que recorrieron México y otros países de América Latina, interpretando los grandes éxitos de ambas agrupaciones. La gira comenzó con una serie de conciertos en el Auditorio Nacional de la Ciudad de México. Tras el éxito en México, la gira se extendió a nivel internacional. En septiembre de 2016, Magneto y Mercurio llevaron su espectáculo a los Estados Unidos. El 8 de septiembre, se presentaron en The Aztec Theatre en San Antonio, Texas, seguido de un concierto el 16 de septiembre en The Joint en Las Vegas, Nevada. Como parte de este proyecto conjunto, las bandas lanzaron un álbum en vivo titulado Magneto & Mercurio Live en 2016. Este trabajo recopiló las interpretaciones más destacadas de la gira, ofreciendo a los fanáticos la oportunidad de revivir la energía y emoción de los conciertos. Por este álbum recibieron el disco de oro.
En 2017 Alan, junto con sus compañeros de Magneto, formó parte de Únete a la Fiesta una gira que incluyó a otros grupos y artistas destacados de los años 90, Kabah, Sentidos Opuestos, Moenia y Magneto & Mercurio, ofreciendo presentaciones conjuntas y colaboraciones especiales. De esta gira surgió el disco Únete a la Fiesta (En Vivo).
En 2018 junto a Magneto se unen a la tercera etapa de  90s Pop Tour compartiendo escenario con agrupaciones como OV7, JNS y Kabah, entre otros, llevando sus clásicos a una nueva generación de fans.
En 2019, Alan participó en el reality show mexicano ¿Quién es la máscara? bajo el personaje de Minotauro.
En 2021 participaron en la cuarta etapa de esta gira, compartiendo escenario con artistas como JNS, Erik Rubín, Sentidos Opuestos, Ana Torroja, Lynda, Kabah y Benny.
En 2023, aunque las reglas del programa prohíben que una misma persona aparezca dos veces, Alan volvió a aparecer en ¿Quién es la máscara?. Esta vez junto al resto de la alineación de Magneto.
En la actualidad se encuentra comprometido con todas las actividades de la banda. En el ámbito personal, en febrero de 2025, Alan fue objeto de críticas debido a su desempeño en el escenario. Sus compañeros revelaron que Alan atraviesa por una fuerte depresión, lo que ha afectado su energía durante las presentaciones. La agrupación solicitó empatía y comprensión por parte del público y los medios ante esta situación.

## Discografía[46]
- 1999. Alan Azul
- 2001. Mi realidad
- 2003. Busca Un Sueño (sencillo)

## Sencillos
- 1999. El aire que me das
- 1999. Volveré, volverás
- 1999. Como un violín
- 1999. Lluvia
- 1999. Si pudiera volar
- 2001. Prendiendo fuego
- 2001. ¿cual es el camino?

## Participaciones
- 1999. Various – Super Éxitos 2000
- 2000. Himno Teletón
- 2000. Various – Super Éxitos 3
- 2000. Various – Hits Mix 2000 "Los Hits Del Momento En Versiones Remix"
- 2000. Various – Teletón 2000 ¡Vamos A Dar!
- 2001. Rayito De Luz
- 2003. Velo de novia

## Filmografía[47]
- 1992. Cambiando el destino
- 2000. Rayito de luz
- 2002. Big Brother VIP
- 2003. Velo de novia
- 2003. CLAP, El Lugar de tus Sueños
- 2004. Día de perros
- 2004. Hospital El Paisa
- 2005. El amor no tiene precio
- 2006. Cantando por un sueño
- 2006. Reyes de la canción
- 2009. Alma indomable
- 2013. La isla: el reality
- 2019. ¿Quien es la máscara?
- 2022. Masterchef Celebrity México

## Premios y nominaciones
| Año  | Trabajo nominado | Premio | Categoría                 | Resultado |
| ---- | ---------------- | ------ | ------------------------- | --------- |
| 1999 | Alan Azul        | ERES   | Mejor lanzamiento del año | Ganador   |